# Breguet 610
Le Bréguet 610 est un hydravion militaire de l'entre-deux-guerres réalisé en 1934 par la société Bréguet.

## Conception
En 1933, la Marine Nationale lança un appel d'offres pour le développement d'un hydravion de reconnaissance capable d'être lancé par les navires de la flotte dotés d'une catapulte. Particulièrement permissive, la demande ne comportait que peu d'exigences, ce qui a ouvert la voie à plusieurs constructeurs en même temps. 
Le projet présenté par la société Bréguet aboutit au Br.610, un appareil triplace entièrement métallique, doté d'un fuselage en tubes d'acier soudés.
L'avion était propulsé par un moteur Gnome-Rhône 9K de 740 chevaux doté d'une hélice tripale, lui permettant d'atteindre 218 km/h. Conçu pour l'observation, l'appareil était doté à cette fin d'une nacelle de verre résistant située sous le fuselage, entre les deux flotteurs, dans la même idée que pour l'Arado Ar.198 allemand et le LeO H-43 français du constructeur Lioré et Olivier.  
Purement défensif, l'armement se limitait à une mitrailleuse Darne de 7,5 millimètres dorsale.  

## Carrière
Le premier prototype construit fit son premier vol d'essai à Nantes en 1935, piloté par Yves-Marie Lantz. Malgré des performances correctes, l'avion entra en compétition avec les projets des constructeurs concurrents, notamment le Blériot-Spad 610, le LeO H-43 et le Loire 130. Finalement, c'est ce dernier qui remporta la compétition et qui fut admis au service dans la Marine. 
L'unique Bréguet 610 construit fut conservé par le centre d'essais de Nantes, puis ferraillé plus tard. 